# 沃尔托夫
沃尔托夫（德語：Wohltorf）是德国石勒苏益格－荷尔斯泰因州的一个市镇。总面积5.97平方公里，总人口2334人，其中男性1117人，女性1217人（2011年12月31日），人口密度391人/平方公里。